# Maciel Numhauser
Maciel Daniel Numhauser, född 10 maj 1974, är en sångare, gitarrist och låtskrivare bosatt i Malmö som har arbetat med några av de främsta artisterna i Sverige.  
Den 10 maj 2019 släpptes första singeln ”Back To Square One” med hans band NUMHAUSER 45
2017 lade Numhauser körer på fem låtar till Elisa Lindströms Album "Roses In The Rain" samt två låtar till Sannex Album "Crossroads" som släpptes 2018. 
2016 Spelade Nina Söderquist in låten "Kärlek" producerad av Numhauser och skriven av Maciel Numhauser, Sonja Aldén och Ingela "Pling" Forsman. 
2016 Släpptes en nyinspelad version av Julio Numhausers låt "Todo Cambia" inspelad och producerad av Maciel Numhauser och framförd av Julio och Maciel Numhauser. 
2015 tävlade Maciel Numhauser i Melodifestivalen som låtskrivare tillsammans med Amir Aly, Robin Abrahamsson, Sharon Dyall och Sharon Vaughn med låten "Ett Andetag" som framfördes av Annika Herlitz.
2013 lade Numhauser alla körer på Robin Stjernbergs album "Pieces".
2013 spelades Numhausers (tillsammans med Amir Aly och Robin Abrahamsson) låt "I oughta tell you" in av det sydafrikanska stjärnskottet Connell Cruise.
2012 tävlade Numhauser i den maltesiska Eurovisionuttagningen både som kompositör (tillsammans med Amir Aly och Robin Abrahamsson) och som basist och körsångare till Gianni Zammit med låten "Petals on a rose".
Numhauser sjöng duett med Shirley Clamp 2011 i SVT-produktionen "Sommarkväll".
2010 skrev Numhauser tillsammans med Aly och Abrahamsson Smokie-låten "Nothing hurts like a broken heart". (På albumet Take a Minute)
Till albumet Vår jul med Sanna, Shirley, Sonja skrev Numhauser låten "Maria" tillsammans med Kristian Lagerström och Sonja Aldén.
Numhauser deltog i Melodifestivalen 2009 med låten "What If" som han skrivit tillsammans med Amir Aly och Robin Abrahamsson och framfördes av countrytrion Cookies 'N' Beans med bl.a. Frida Öhrn från Oh Laura.
I Melodifestivalen 2008 var han en av upphovsmännen till bidraget "Visst finns mirakel" som framfördes av Suzzie Tapper känd från Suzzies Orkester. "Visst finns mirakel"  tog sig till "Andra Chansen" och lyckades även ta sig in på Svensktoppen i tre veckor.
Maciel Numhauser och kollegorna från Ka-Ching Productions Amir Aly och Robin Abrahamsson har tillsammans med Shirley Clamp skrivit alla låtar till Clamps album "Tålamod".
Ka-Ching gänget har även skrivit "Skapta för varann" som är med på Suzzie Tappers album "Mirakel" och "Starkare än då" till Sonja Aldéns album "Under mitt tak".
1994 skrev Maciel musiken till skuggteatern "El Curaca" som blev starten av musikteatergruppen "Quetzal" bestående av Maciel Numhauser, Kito Saavedra och Rodrigo Flores som sedan turnerade i Sverige under flera år.
Numhauser gjorde tillsammans med "Quetzal" skivorna: "Canta Quetzal, "El Curaca, "Påskön" och "Pojken Relmu".
Numhauser skrev musiken och hade även rollen som kungen i Teater Sagohusets uppsättning av "Mästerkatten" 1995 i Regi av Hugo Tham.  
Maciel Numhauser har turnerat i Norden och Sydamerika med sin far Julio Numhauser och 1997 spelade de gemensamt in albumet "Numhauser".
Maciel Numhauser är även sångare och gitarrist i "partybandet" Jukebåx.

## Urval av låtskrivare som Numhauser har skrivit med
- Bobby Ljunggren
- Ingela "Pling" Forsman
- Aleena Gibson
- Sonja Aldén
- Nanne Grönvall
- Shirley Clamp
- Henrik Wikström
- Alexander Bard
- Amir Aly
- Jimmy Jansson
- Vince Degiorgio
- Martin Rolinski
- Kristian Lagerström

## Urval av artister som Numhauser jobbat med
- Danny Saucedo
- Jill Johnson
- Nanne Grönvall
- Shirley Clamp
- Suzzie Tapper
- Amy Diamond
- Mikael Wiehe
- Robin Stjernberg
- Sanna Nielsen